# Terror 2000
Terror 2000 ist eine schwedische Thrash-Metal-Band.

## Geschichte
Terror 2000 wurde 1999 von Mitgliedern bekannter schwedischer Metal-Bands (Soilwork, Darkane) gegründet. In den Underground Studios nahm sie 2000 ihr Debütalbum Slaughterhouse Supremacy auf. Veröffentlicht wurde das Album durch Scarlet Records.
Im Folgenden wurde noch Dan Svensson als Bassist engagiert und die Band unterschrieb einen Plattenvertrag mit Nuclear Blast. Bis jetzt wurden drei Studioalben und ein Live-Album veröffentlicht.

## Diskografie
- 2000: Slaughterhouse Supremacy (Scarlet Records)
- 2002: Faster Disaster (Nuclear Blast)
- 2003: Slaughter in Japan – Live 2003 (Scarlet Records)
- 2005: Terror for Sale (Nuclear Blast)